# Biserica de lemn din Bejan

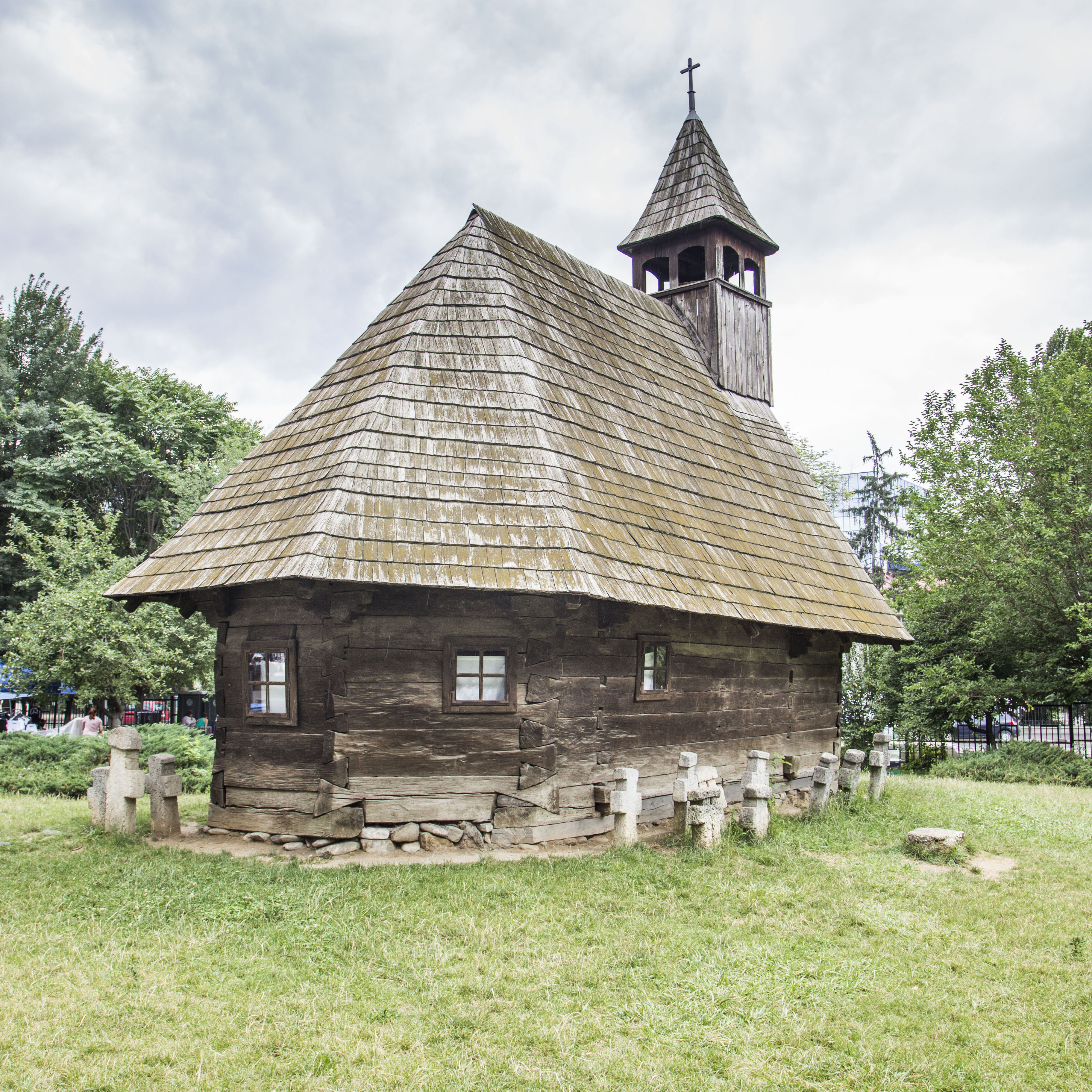
Biserica de lemn din Bejan, Hunedoara, astăzi în Muzeul Țăranului Român din București, foto: iulie 2013

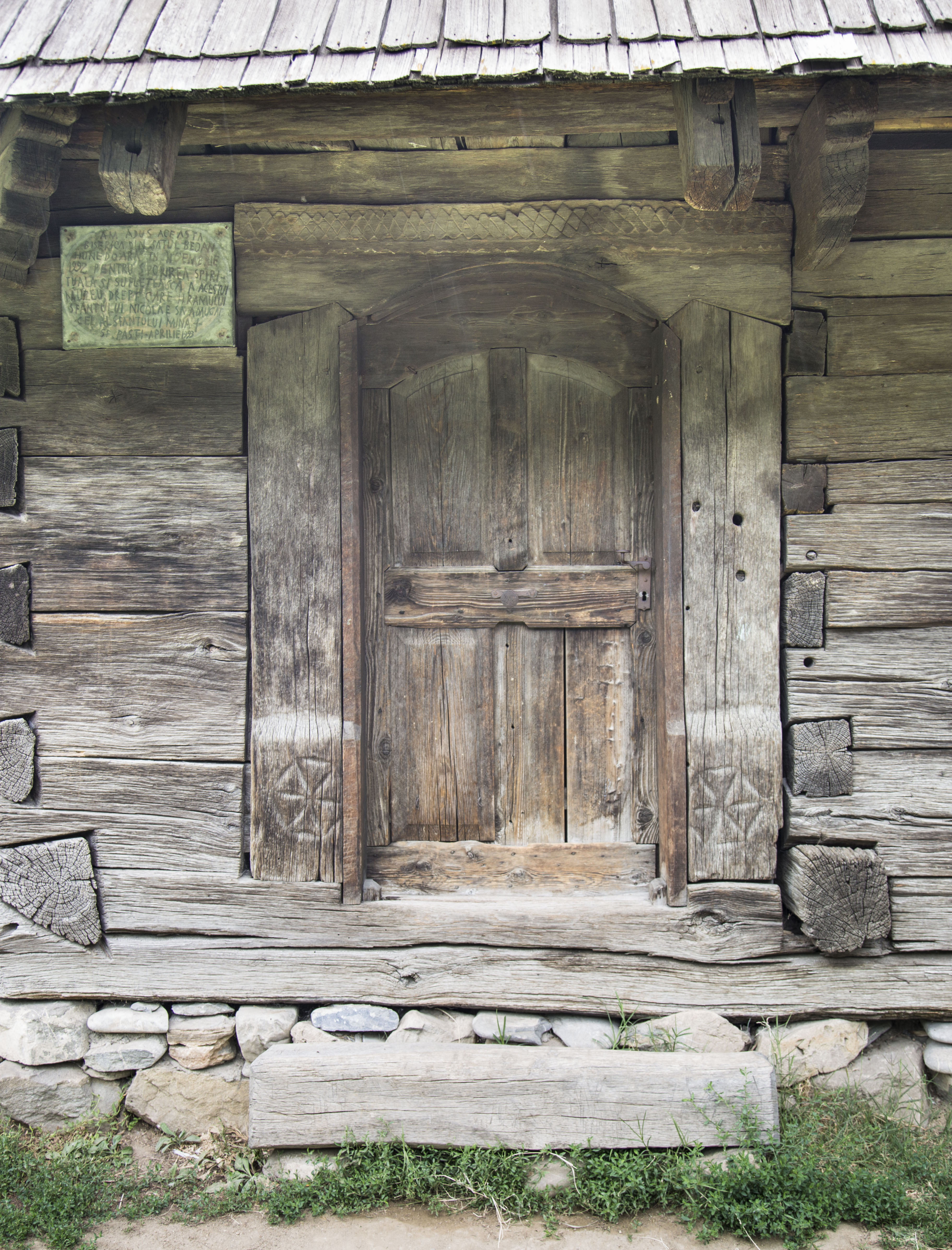
Portalul de la intrarea în biserică, foto: iulie 2013

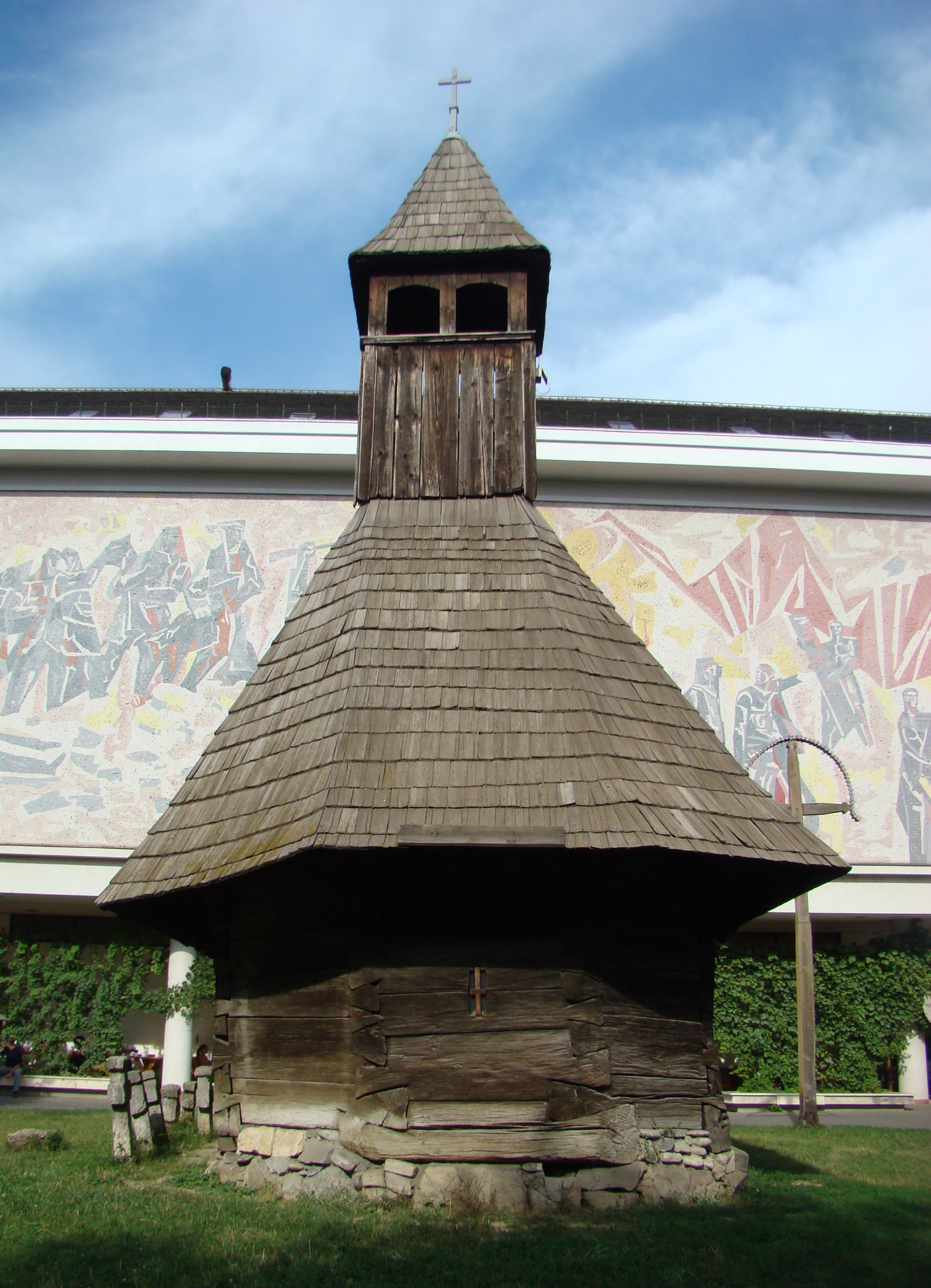
Biserica de lemn „Sfântul Ierarh Nicolae“ din Bejan, expusă pe peluza din spatele Muzeului Țăranului Român

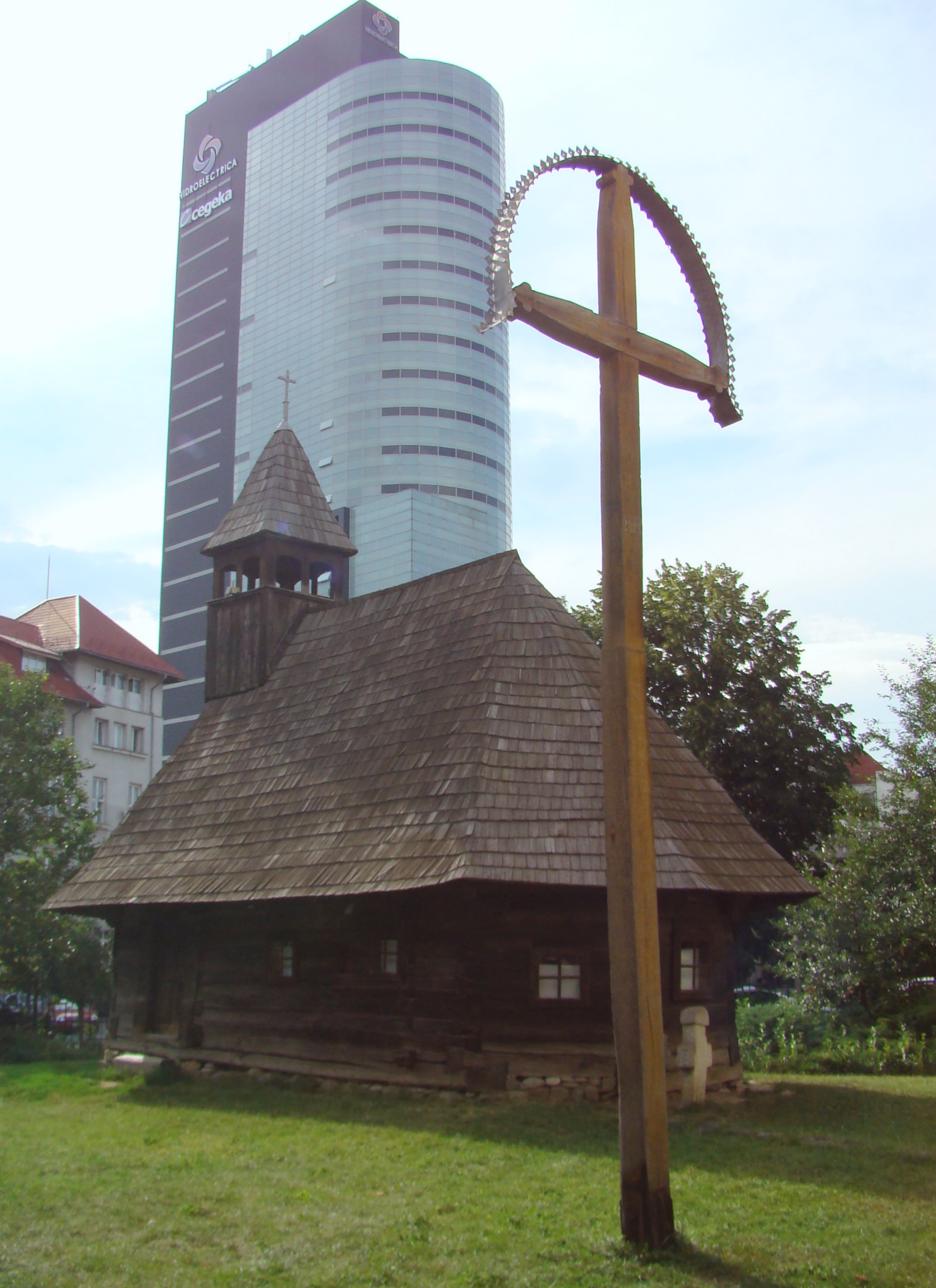
Vechi și nou în peisajul urban al Bucureștiului

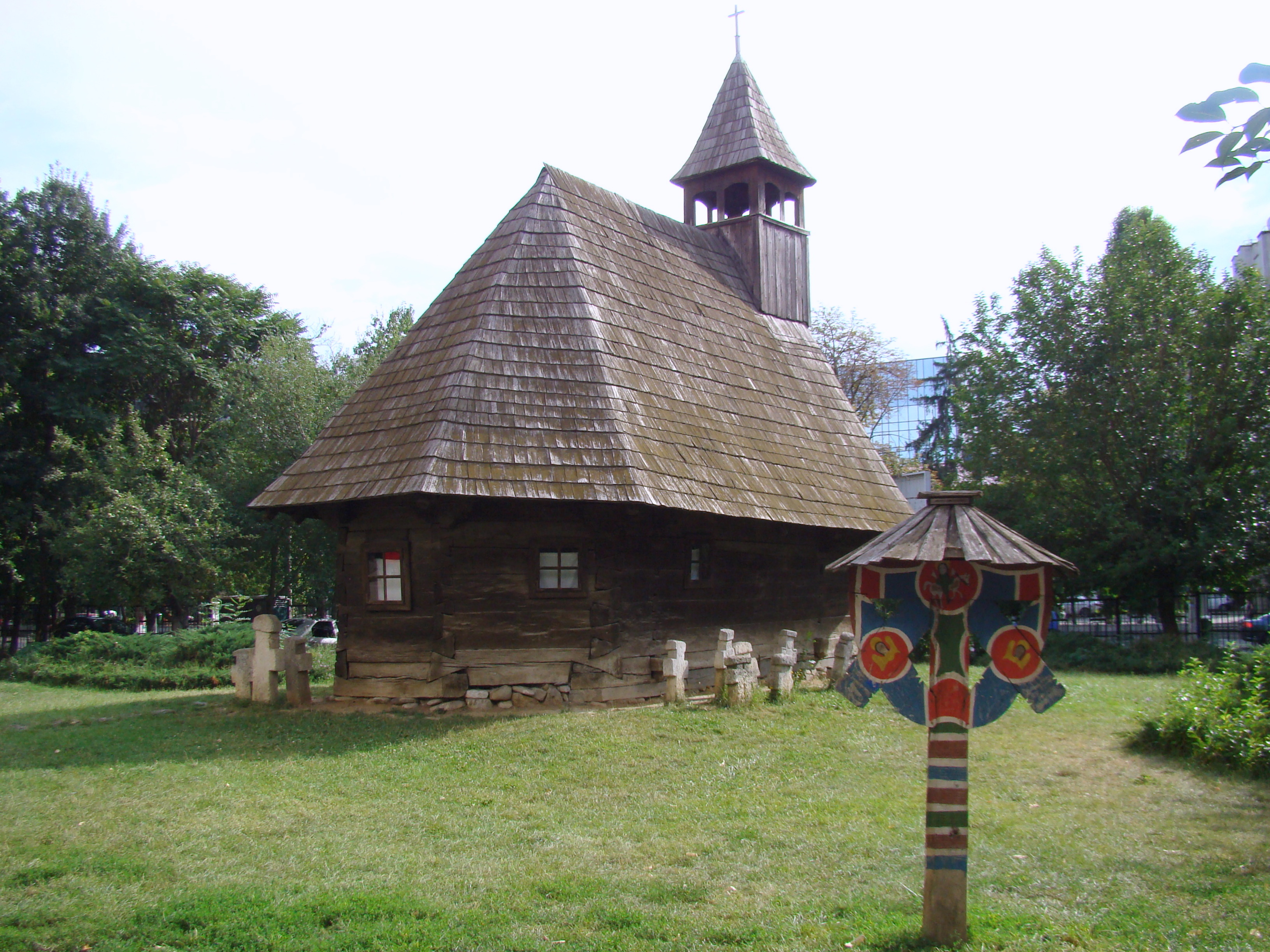
Biserica de lemn „Sfântul Ierarh Nicolae” din Bejan, Hunedoara, astăzi în Muzeul Țăranului Român din București, foto: iulie 2013

Biserica de lemn din Bejan s-a aflat în localitatea omonimă din județul Hunedoara, de unde a fost transferată în Muzeul Țăranului Român din București în anul 1992. Biserica a fost ridicată probabil în secolul 17. A fost cuprinsă în vechea listă a monumentelor, dar noua listă a monumentelor istorice nu o mai menționează.

## Istoric și trăsături
Biserica „Sfântul Ierarh Nicolae” din satul Bejan a fost mutată în anul 1992 la Muzeul Țăranului Român din București. Din anul 1947, când sătenii din Bejan și-au construit o nouă biserică, din cărămidă, și până în anul 1992, când biserica a fost mutată în București, în aceasta nu s-au mai săvârșit slujbe. Datorită lipsei fondurilor pentru întreținere, bisericuța de lemn din satul Bejan se afla într-o stare avansată de degradare și era amenințată cu prăbușirea. În anul 1991, responsabilii „Muzeului Țăranului Român" din București au cumpărat bisericuța, care a fost salvată prin aducerea și reasamblarea ei în curtea muzeului din București în anul următor.
Forma ei arhaică (un dreptunghi, cu capetele nedecroșate, poligonale cu trei laturi, supraînălțat printr-o clopotniță scundă, cu foișor deschis și coif octogonal), analogiile cu lăcașul de cult din Muncelu Mic (doar două străpungeri ale peretelui despărțitor dintre naos și altar), precum și prezența golurilor luminatoarelor pe laturile de vest și de sud, indică secolul al XVII-lea ca timp al ctitoririi lăcașului.  În acest caz, anii 1802 (indicat ca dată a ridicării bisericii de comisia de catagrafiere Dósa) sau 1823 (transmis de Calendarele sibiene) trebuie corelați cu tradiția strămutării edificiului fie din satul Valea Bradului, fie din Luncșoara. 
Edificiul, renovat în anii 1934 și 1962, a păstrat învelitoarea clasică de șiță. La interior se pătrundea printr-o ușă joasă, amplasată pe latura de miazăzi.
Analiza fragmentelor picturale care au scăpat vitregiilor timpului dezvăluie, prin desen, program iconografic, cromatică și grafica legendelor, activitatea unui zugrav din a doua jumătate a secolului al XVII-lea, identificat ca autorul ansamblului mural al bisericii din Certeju de Jos, executat în anul 1808; anterior acesta fusese discipol, iar apoi colaborator, al pictorului care a decorat lăcașurile de cult din Câmpuri de Sus, Dumbrăvița și Valea Lungă. 

## Imagini

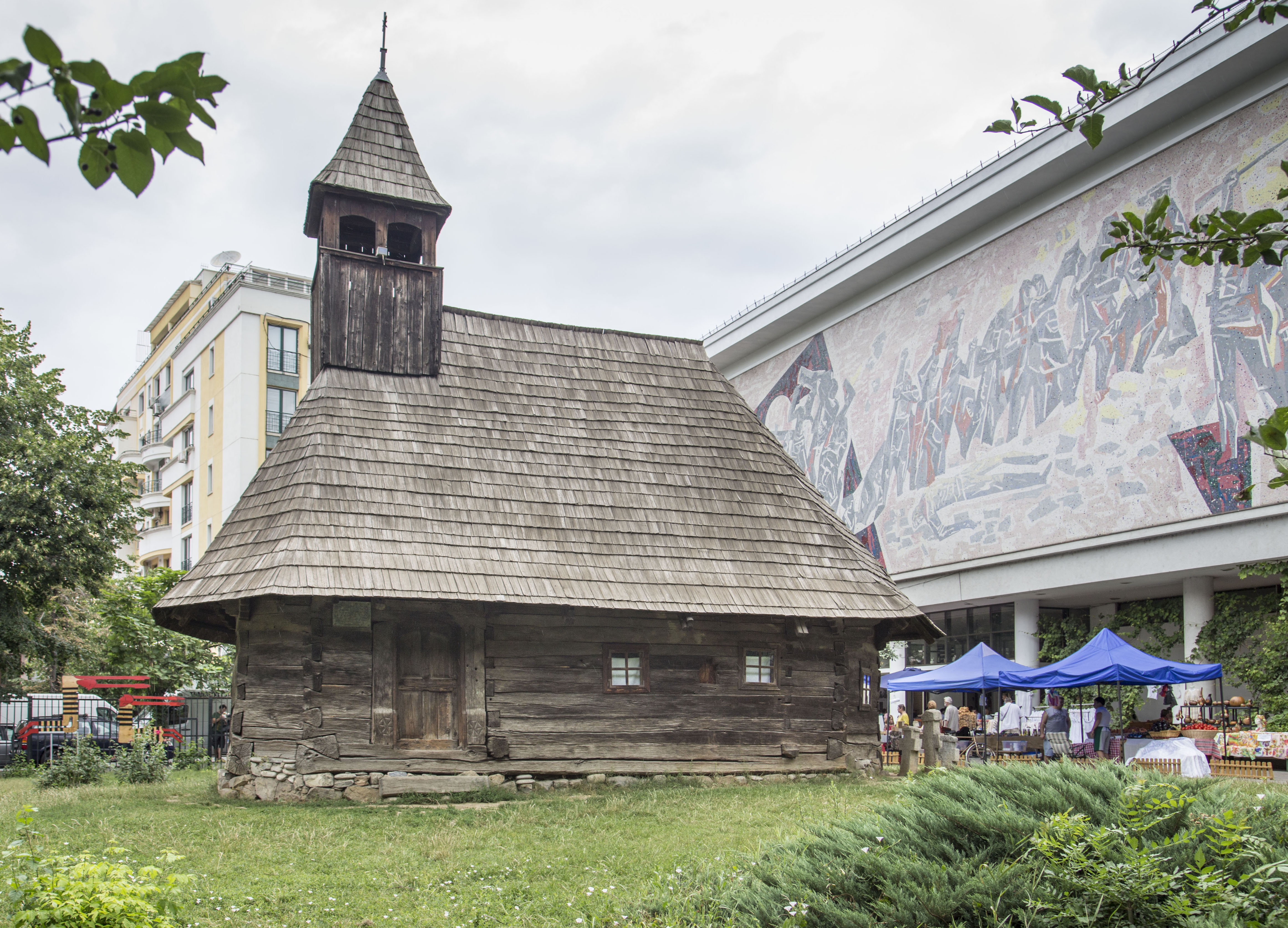
sud
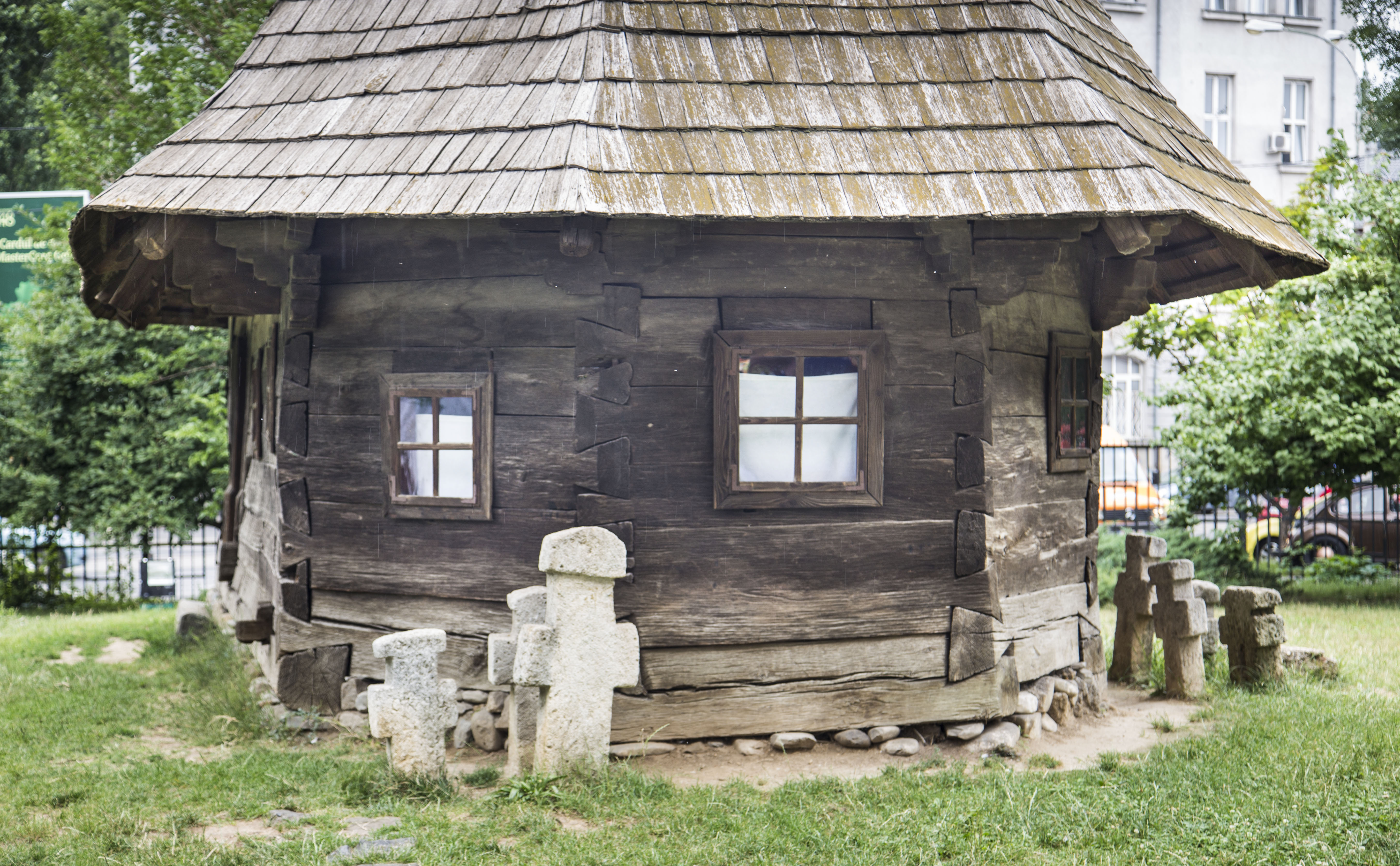
est
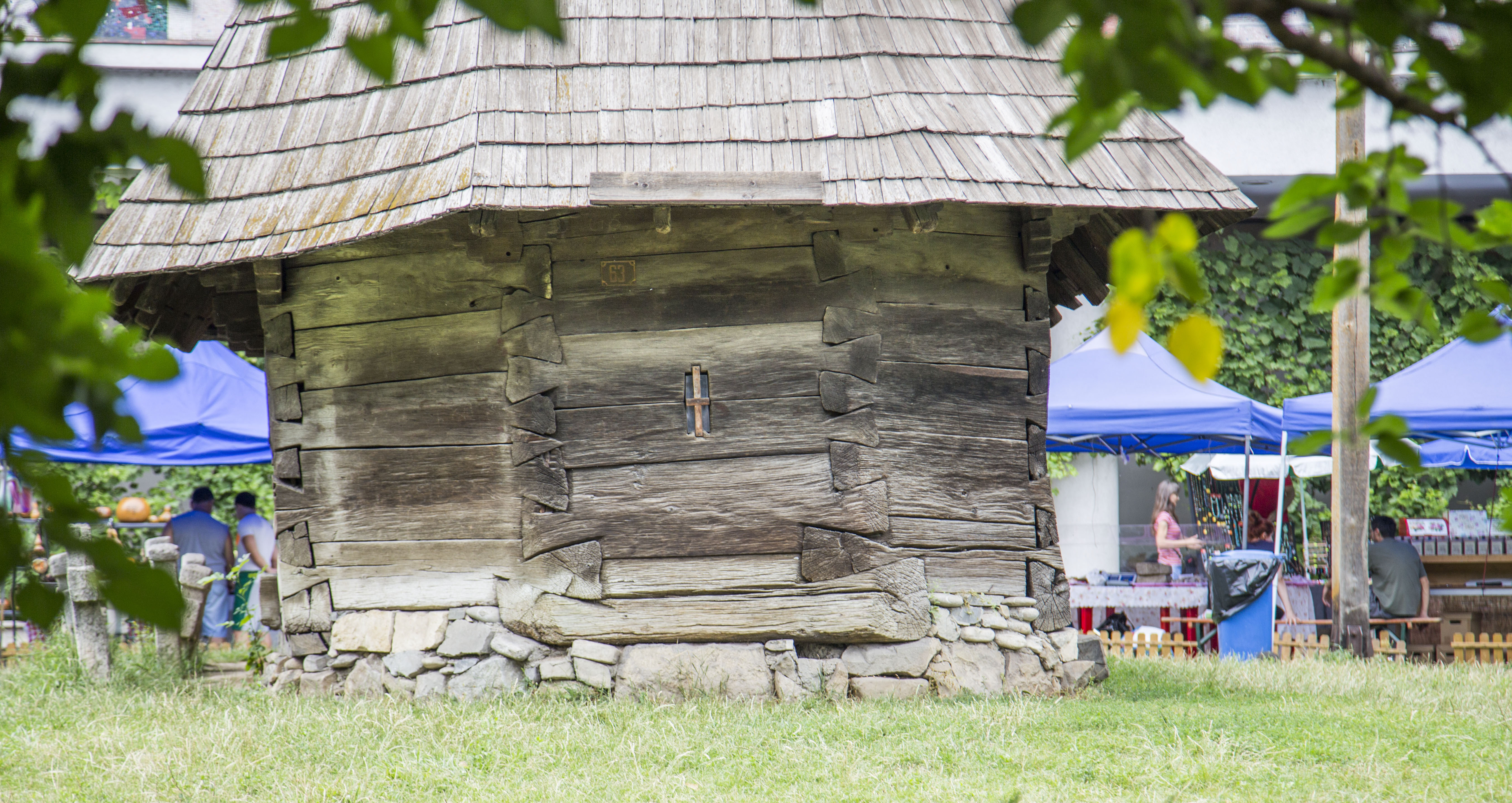
vest
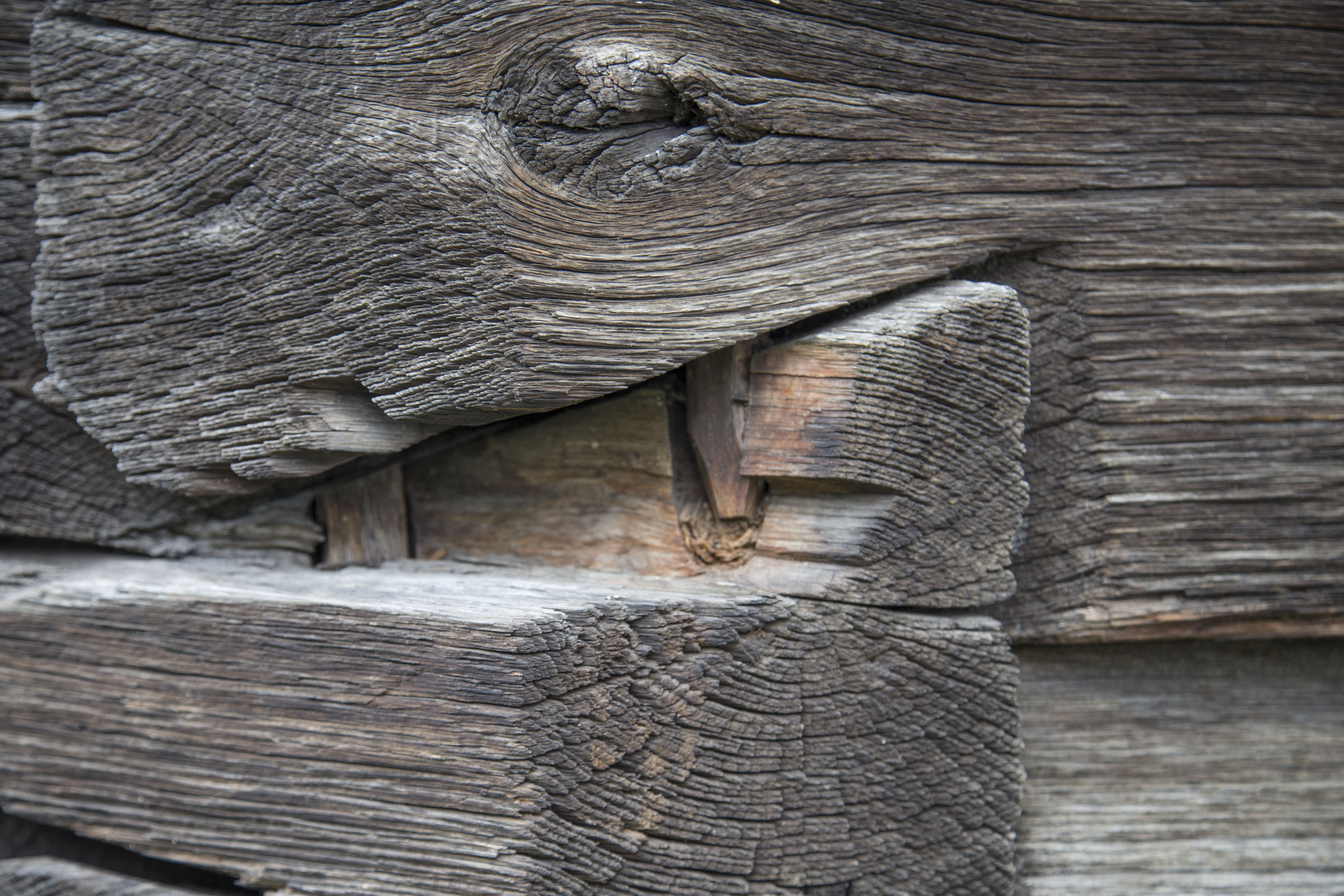
detaliu de îmbinare
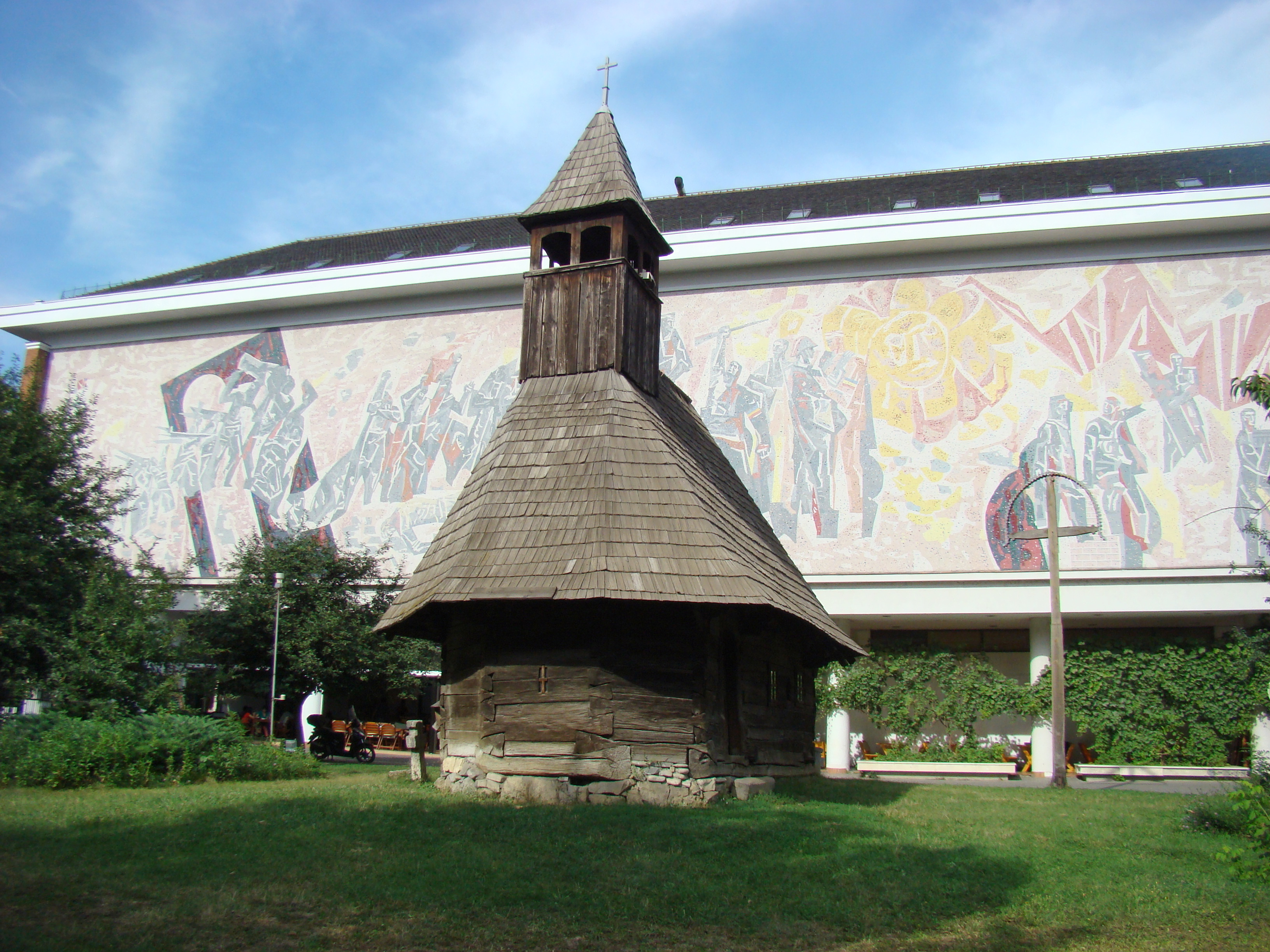
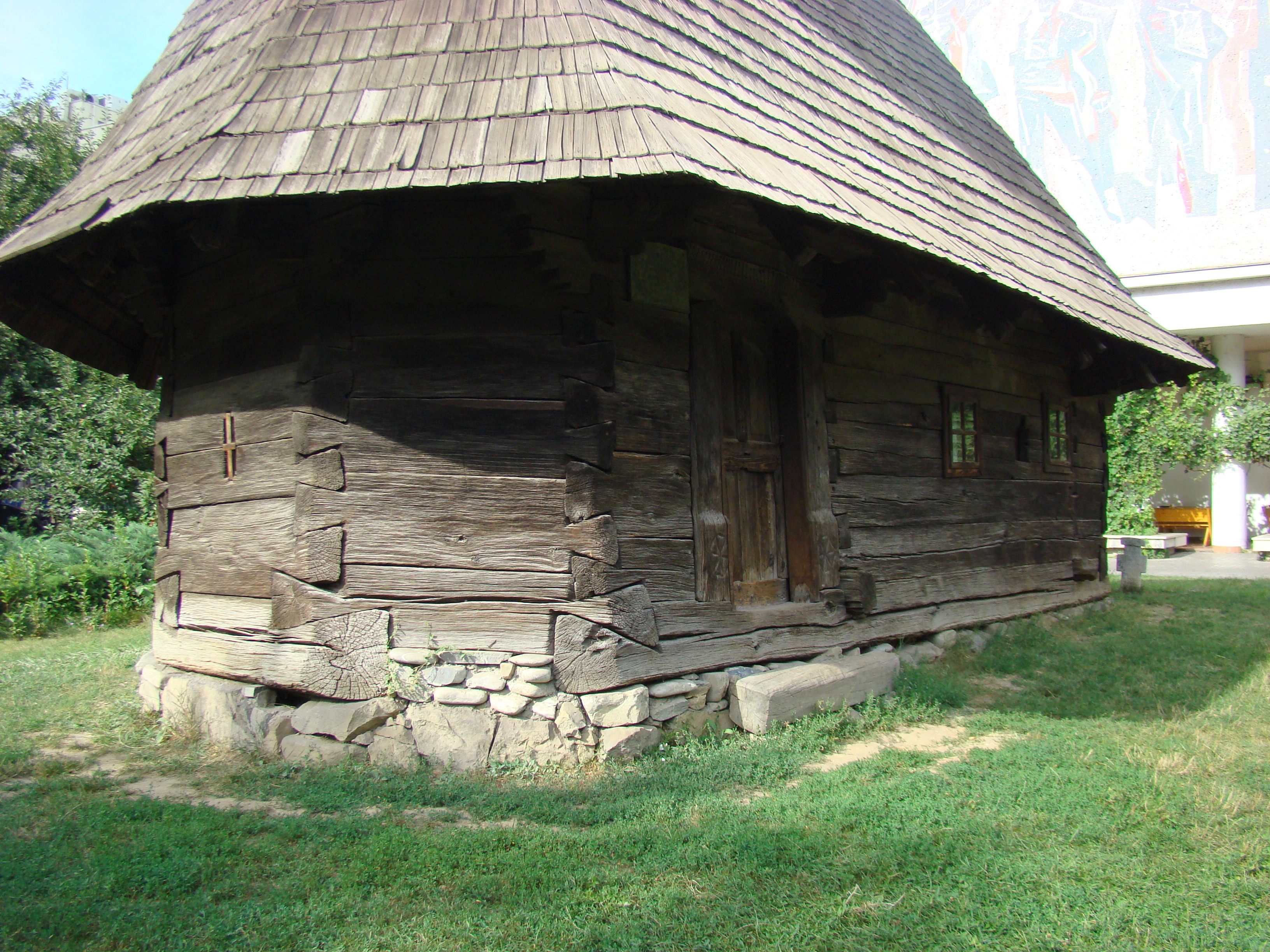
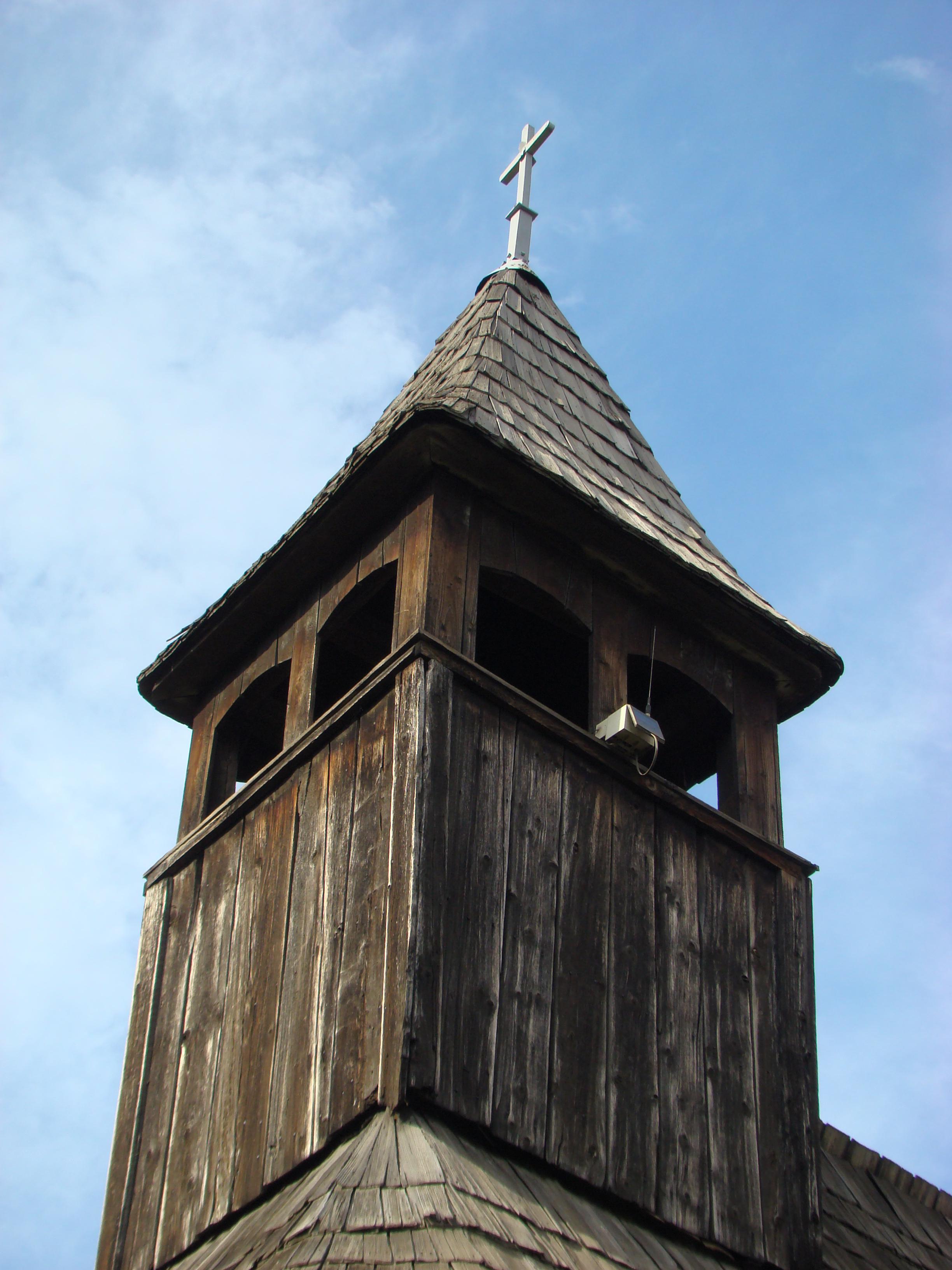
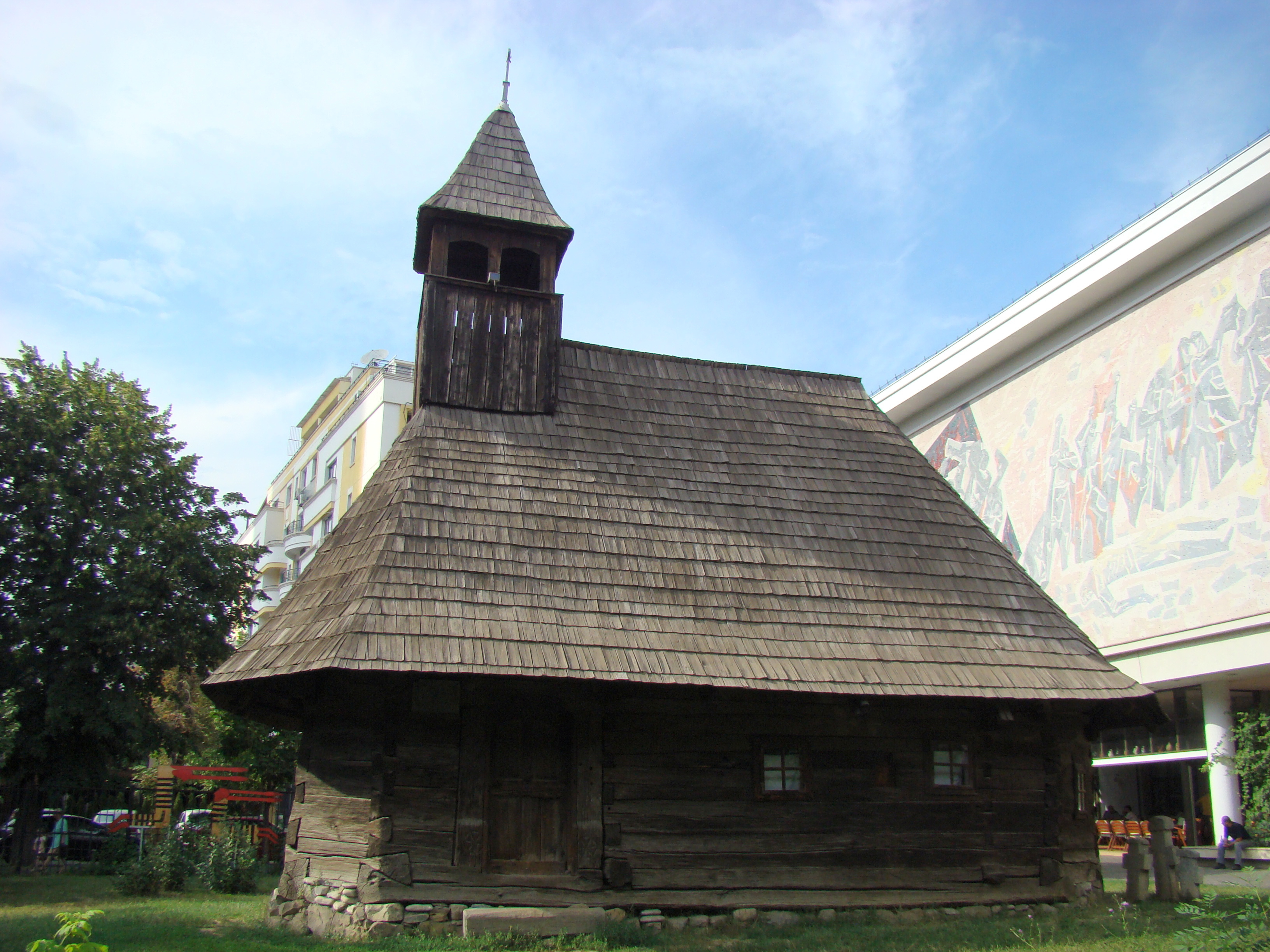
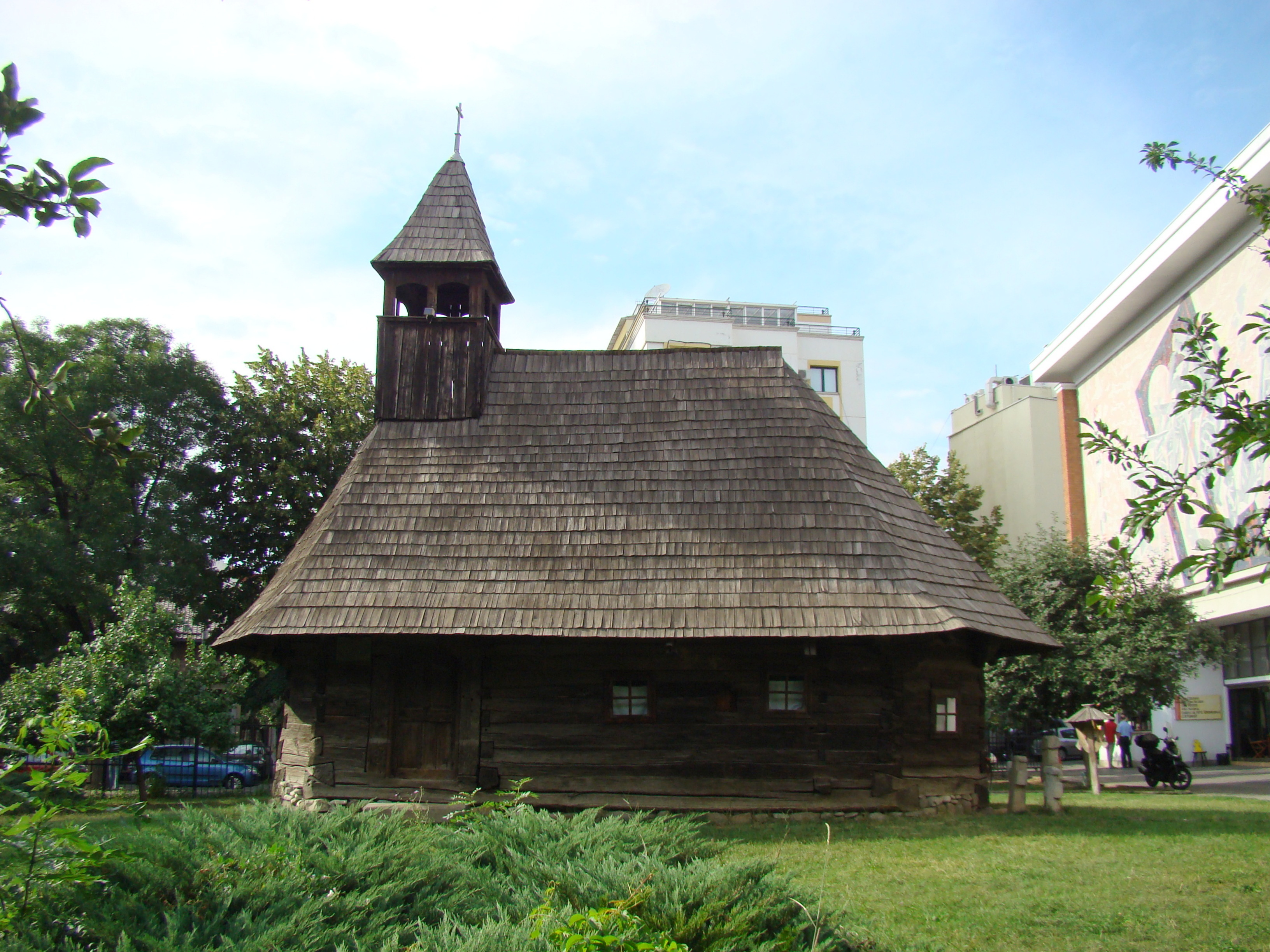
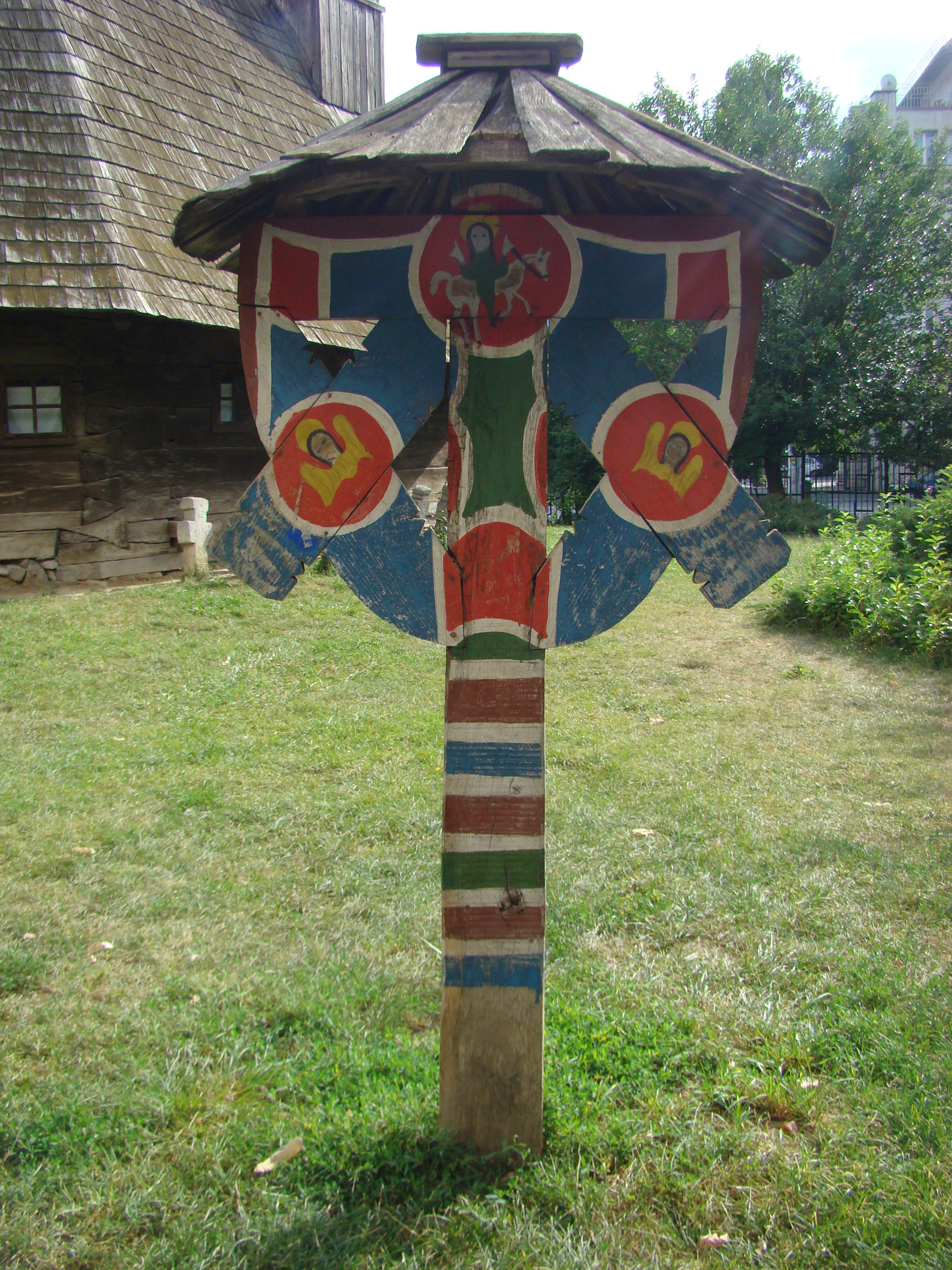
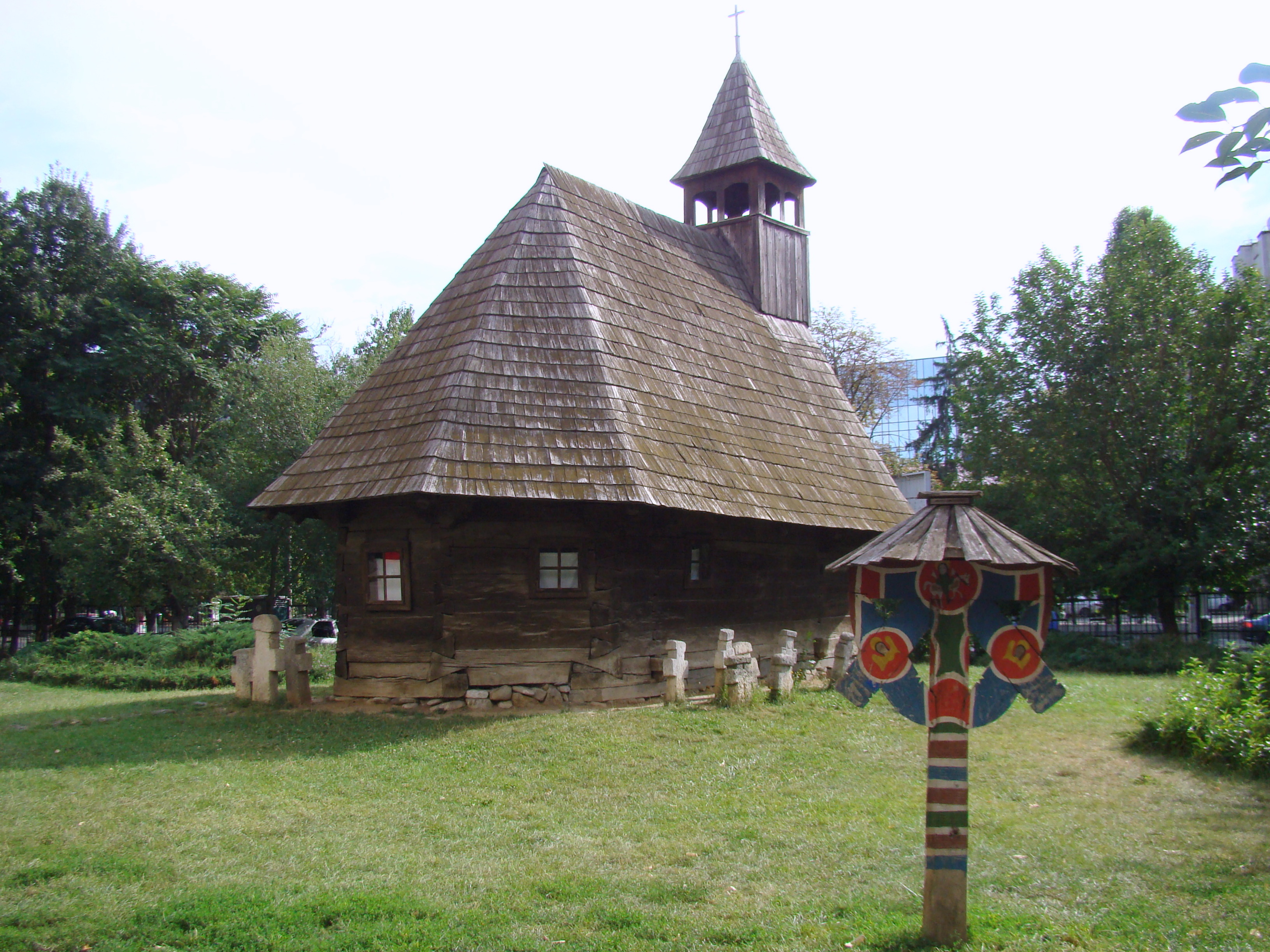
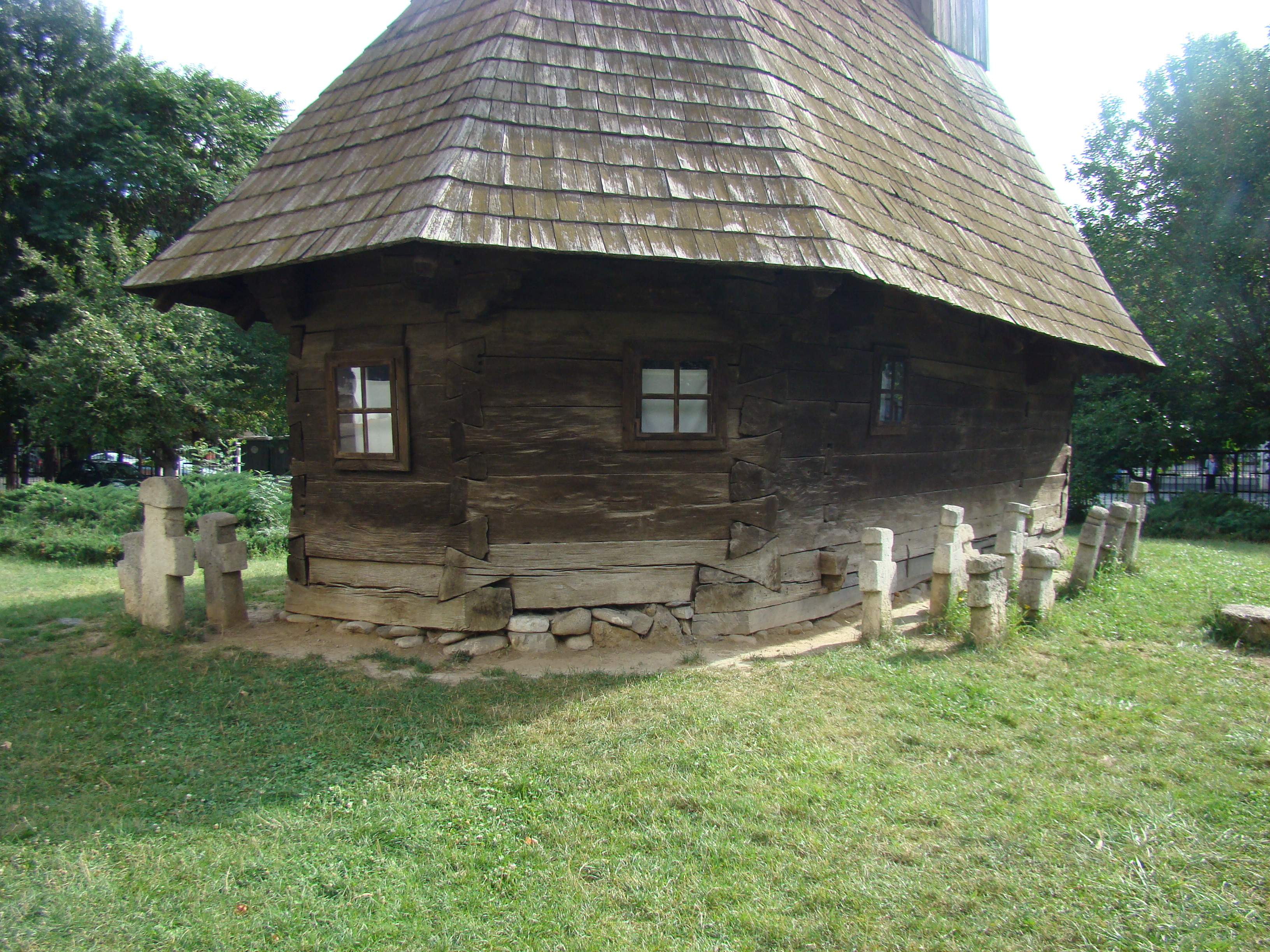
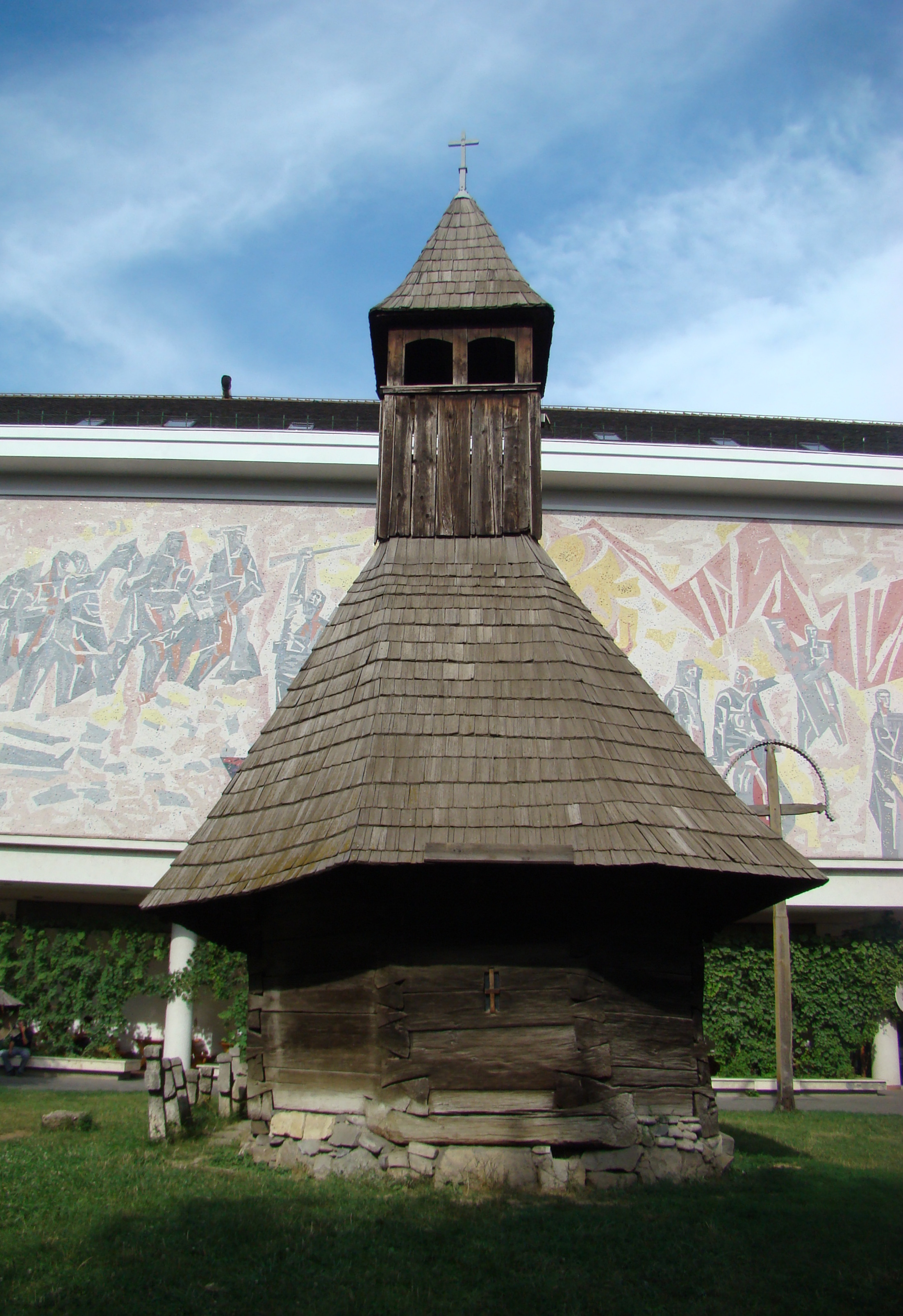
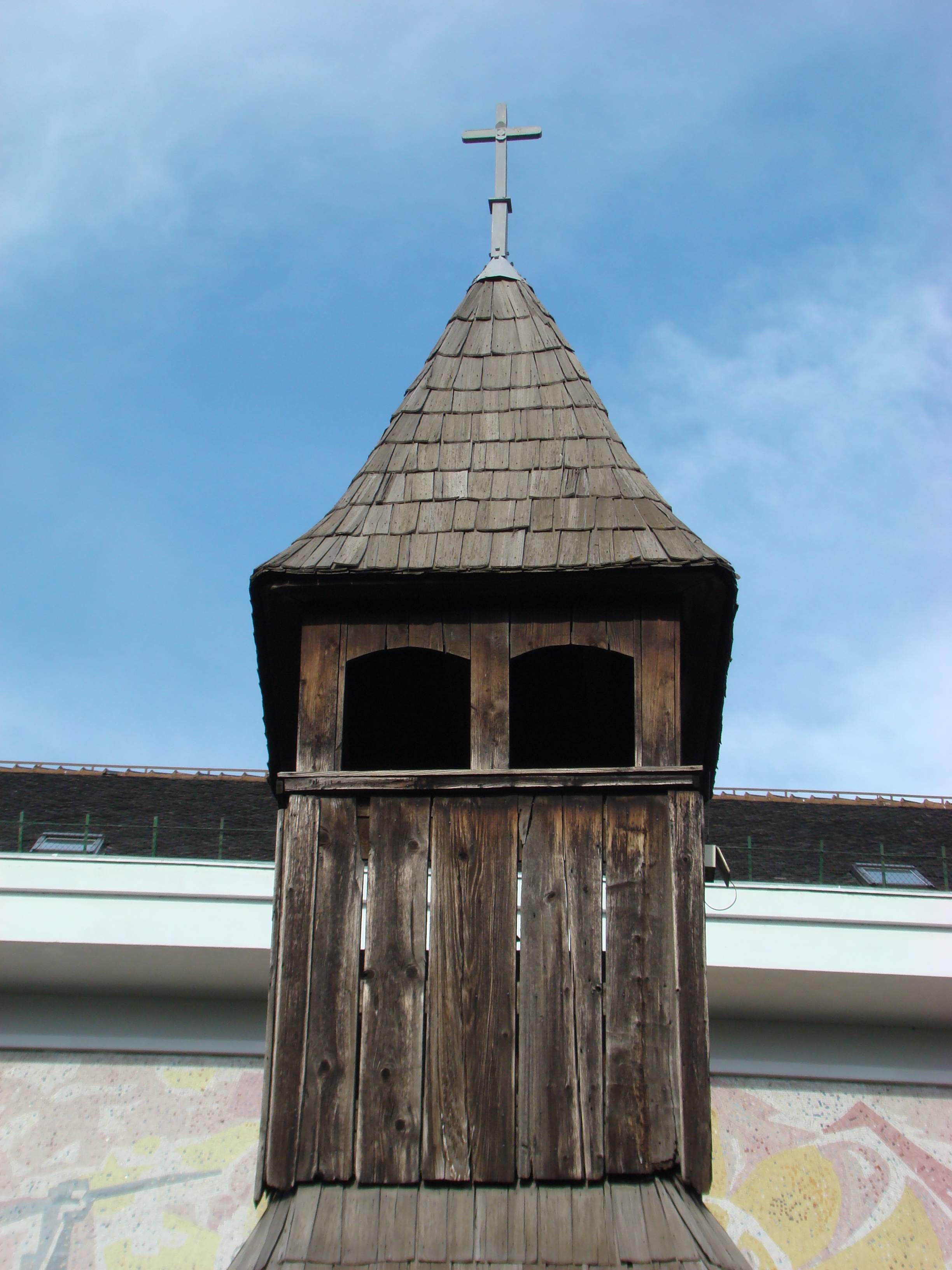
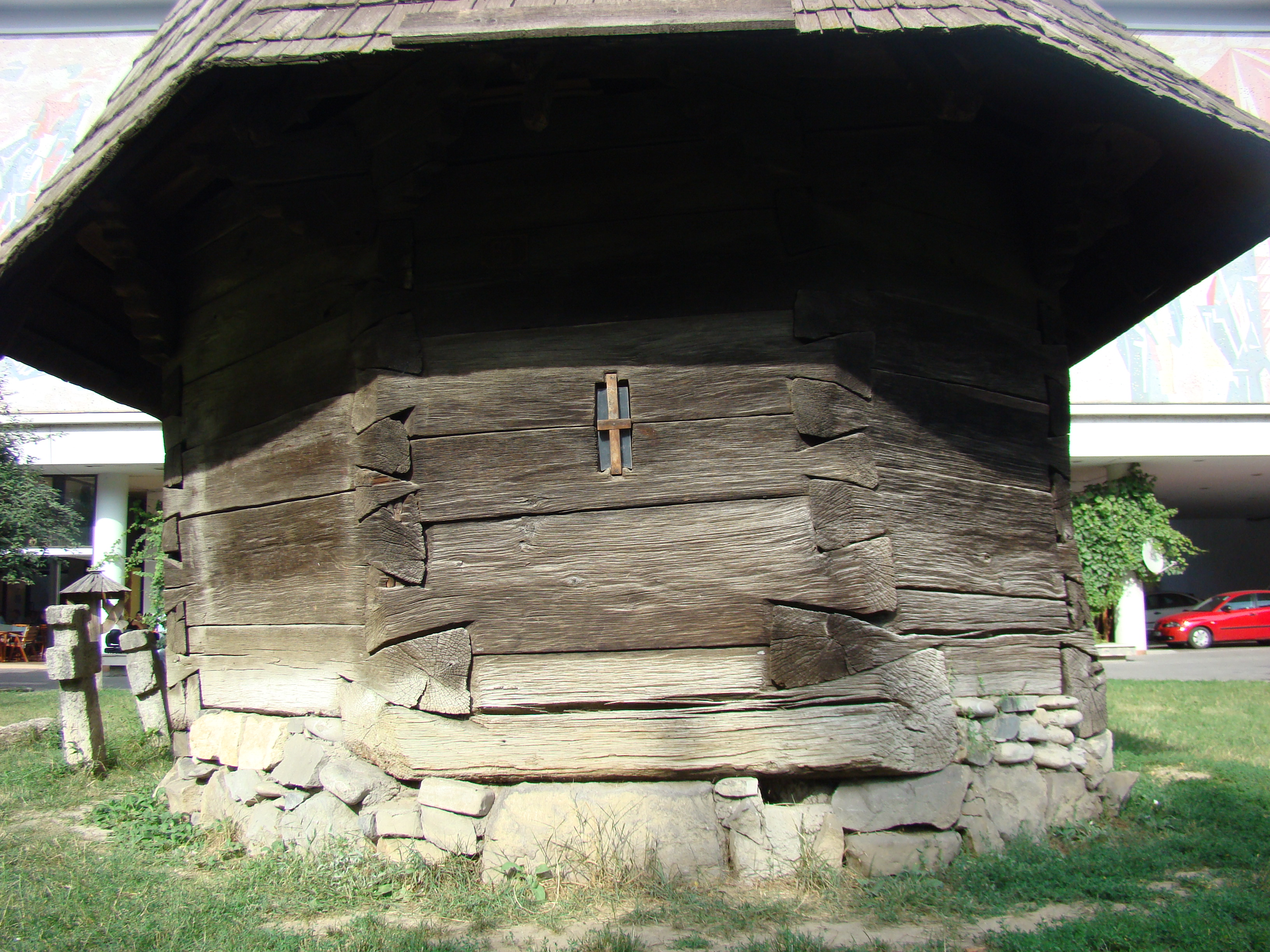
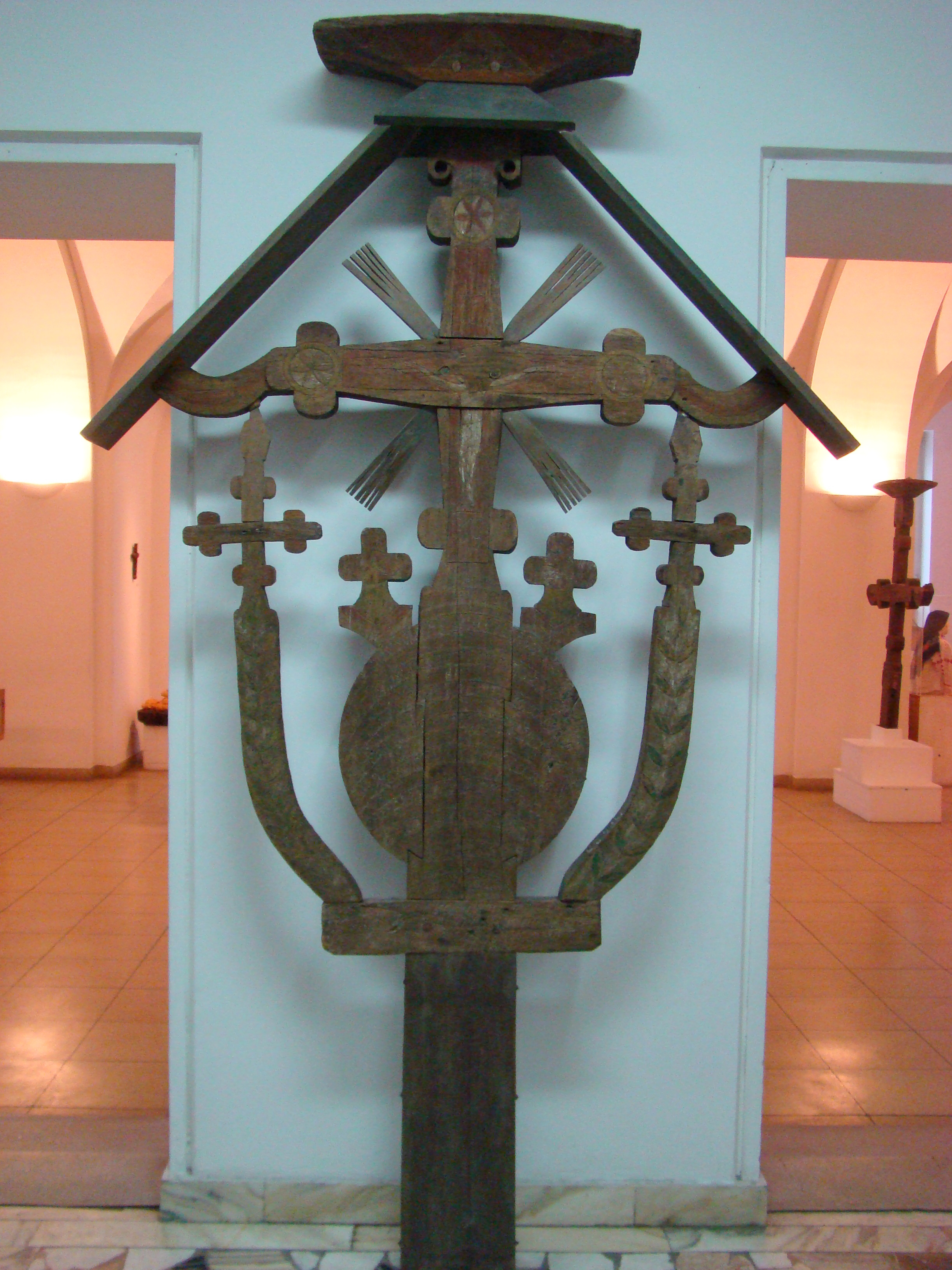
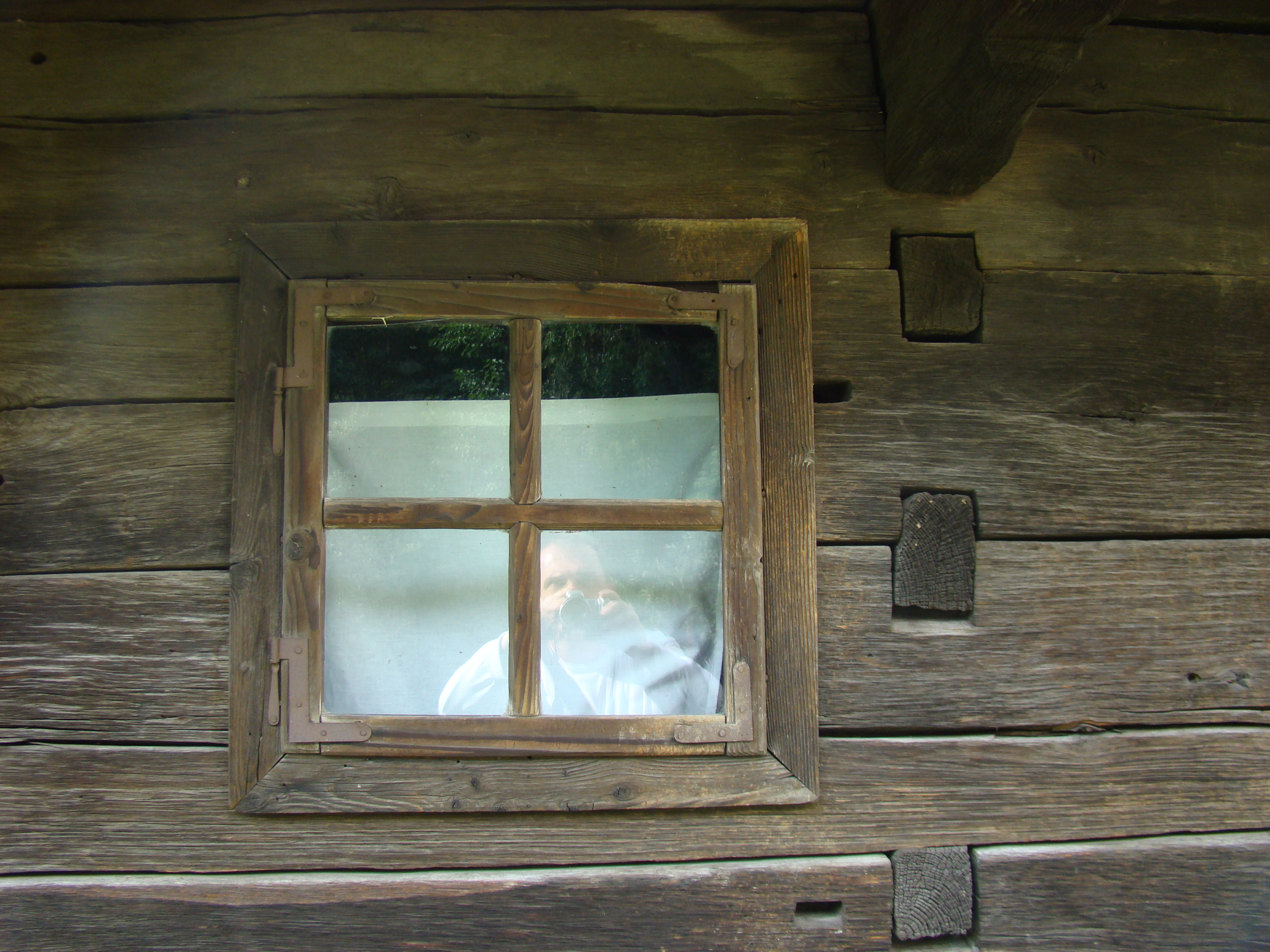
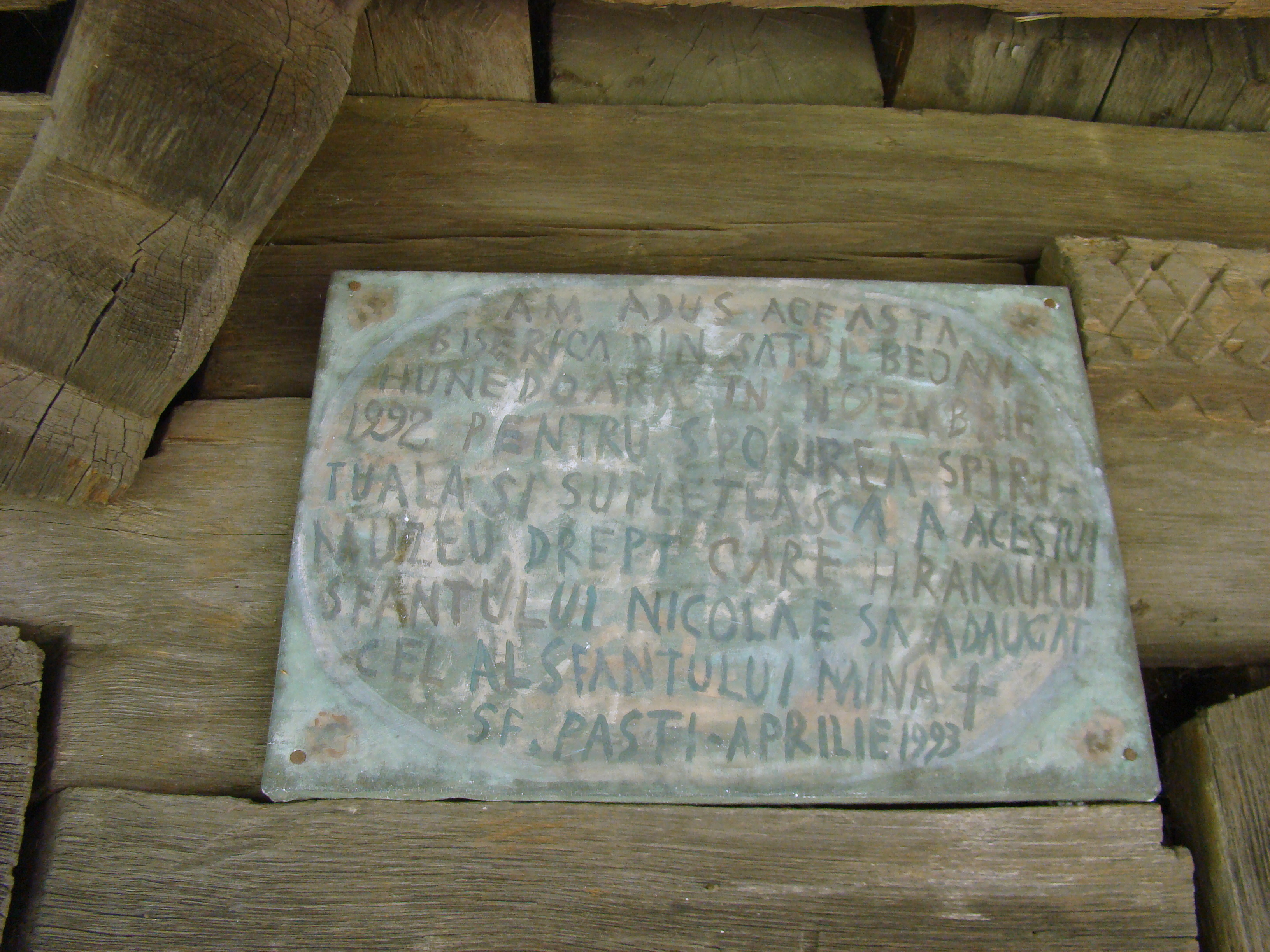
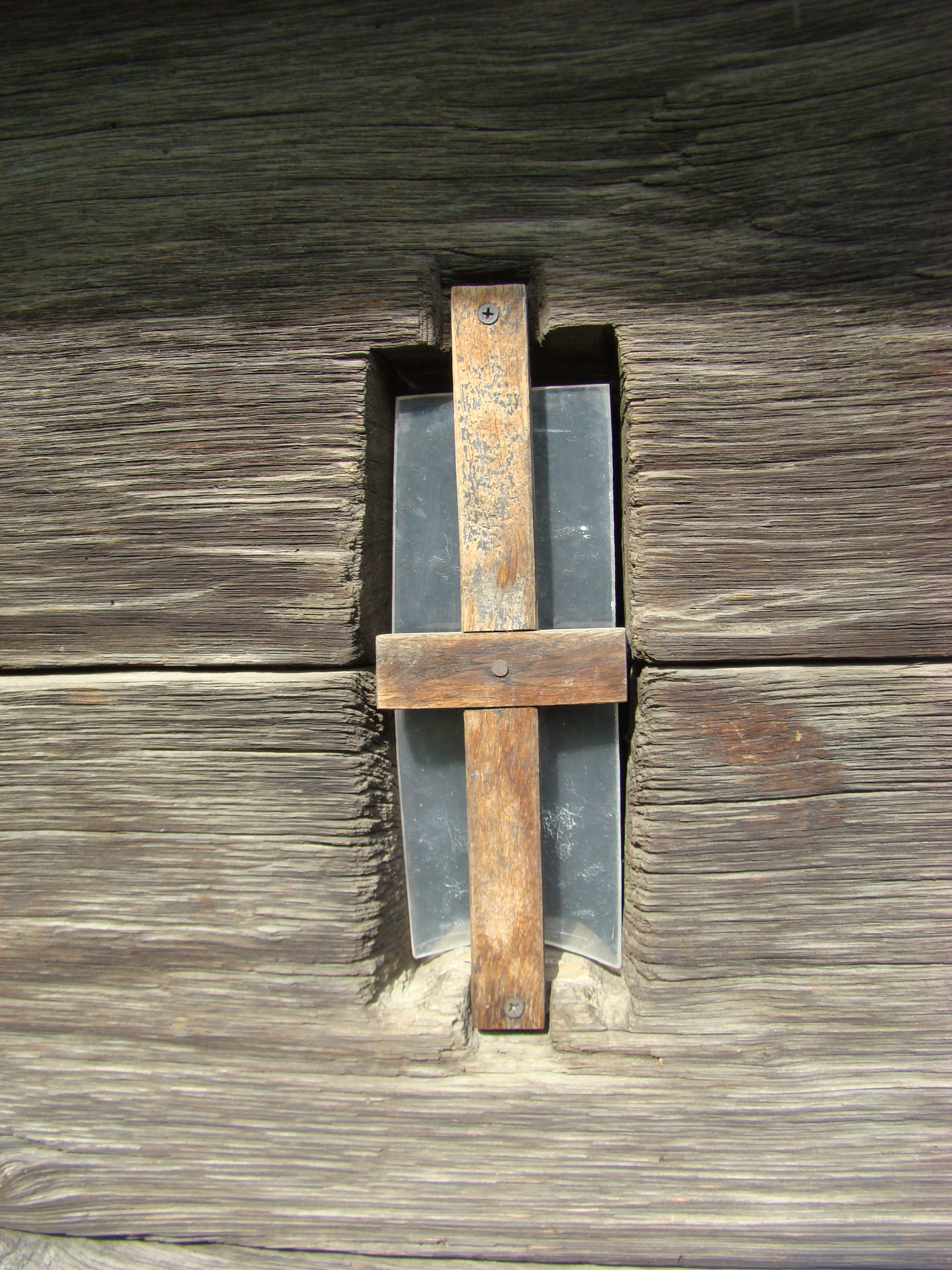
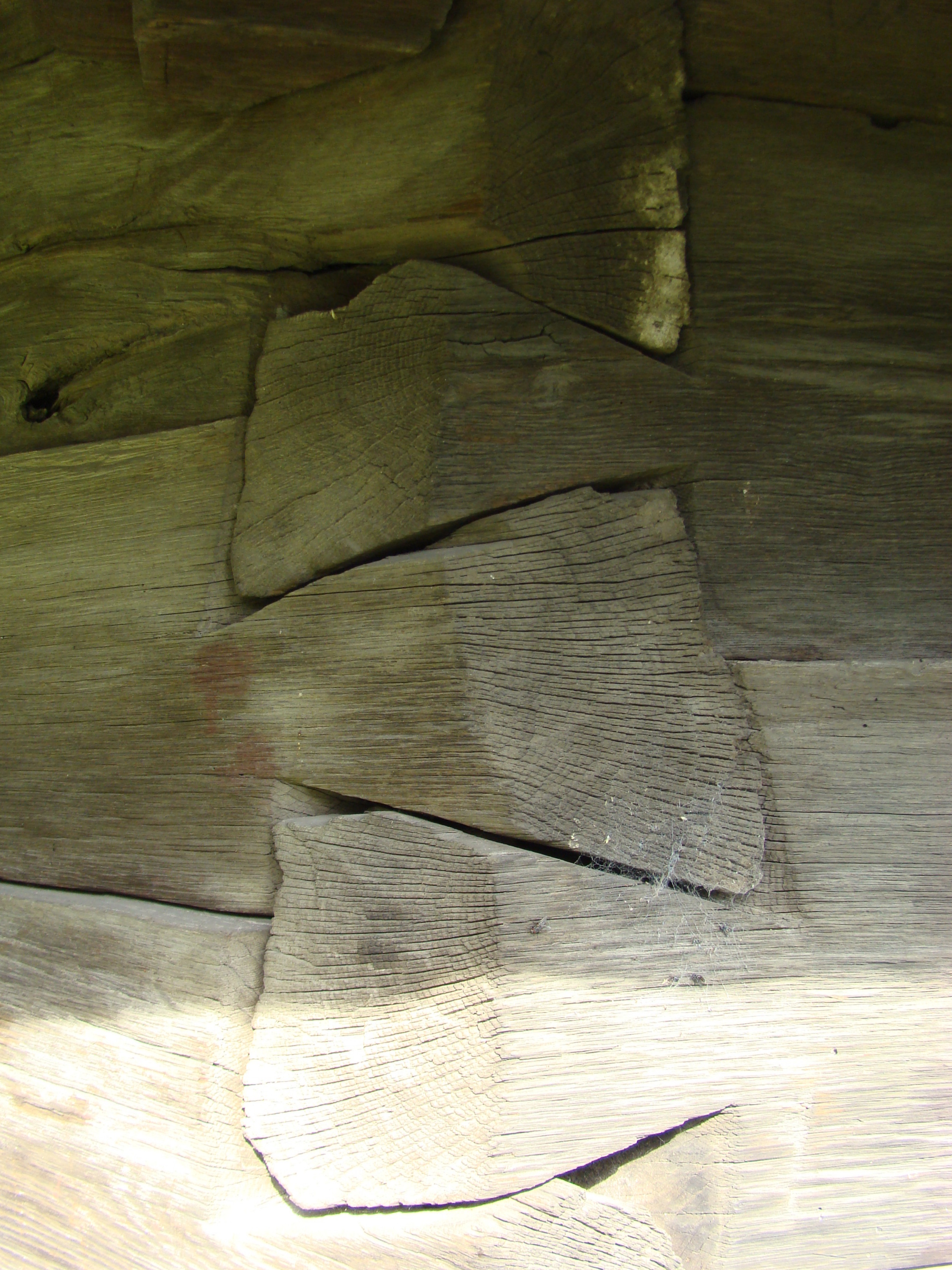
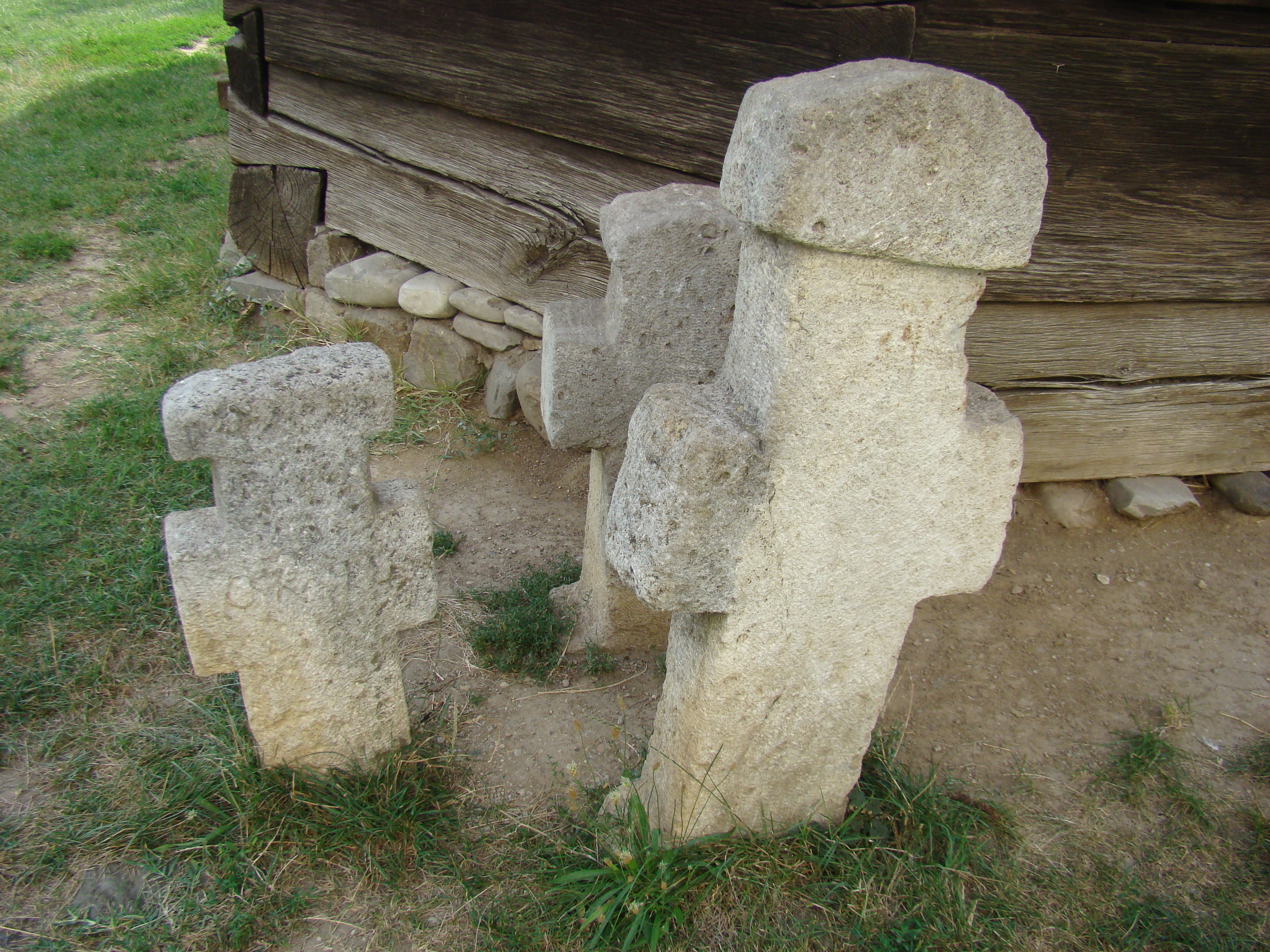
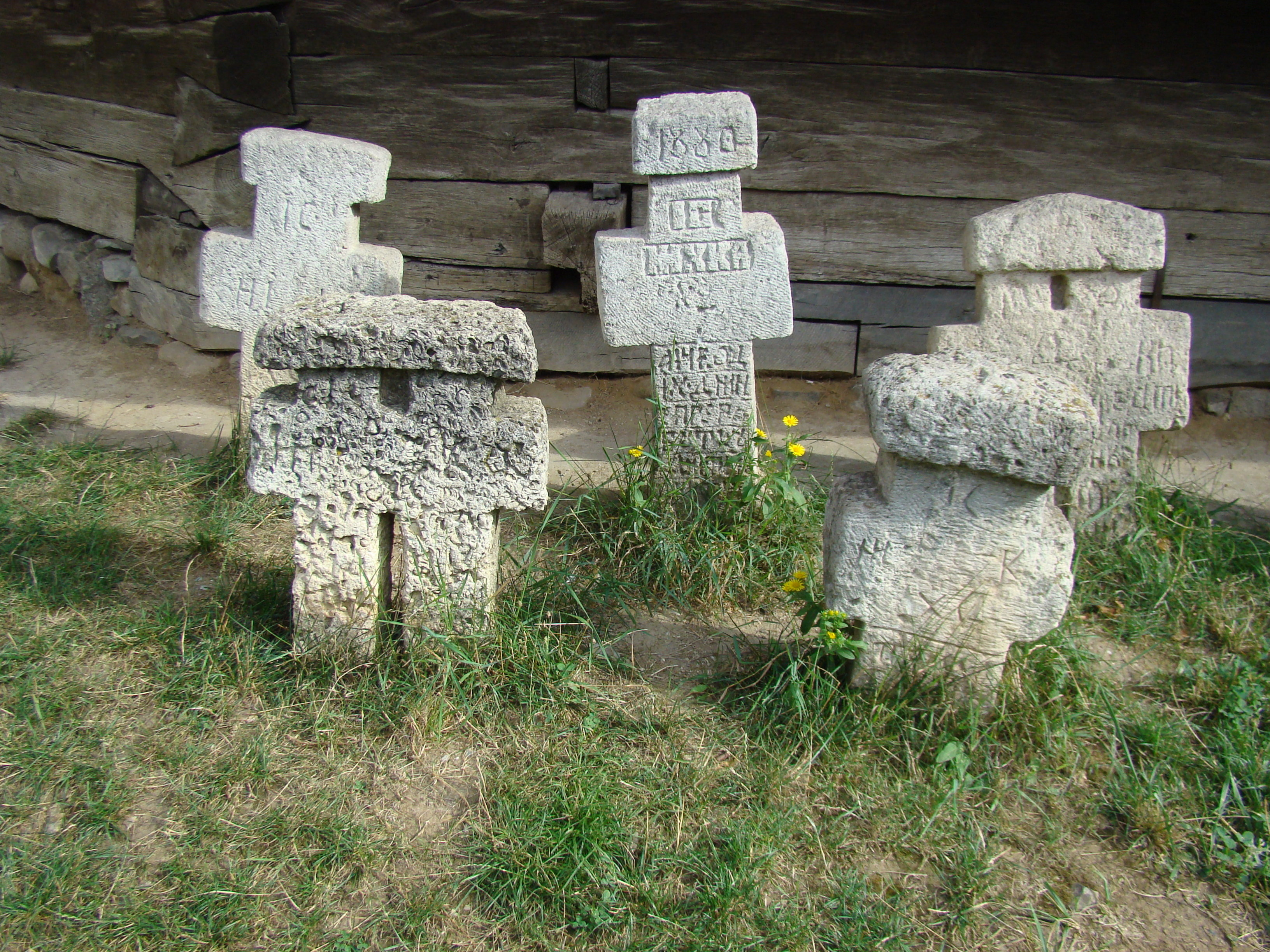
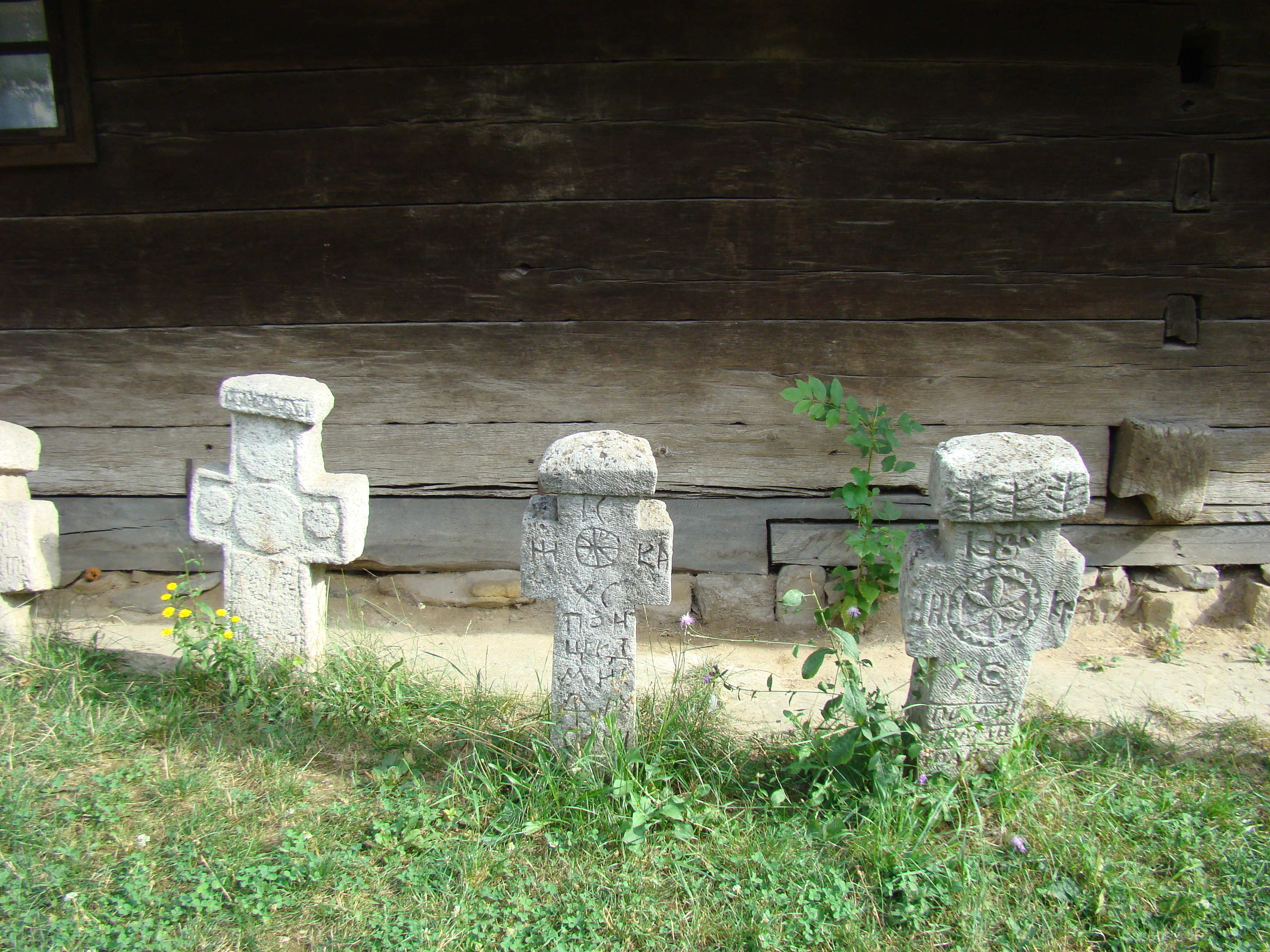
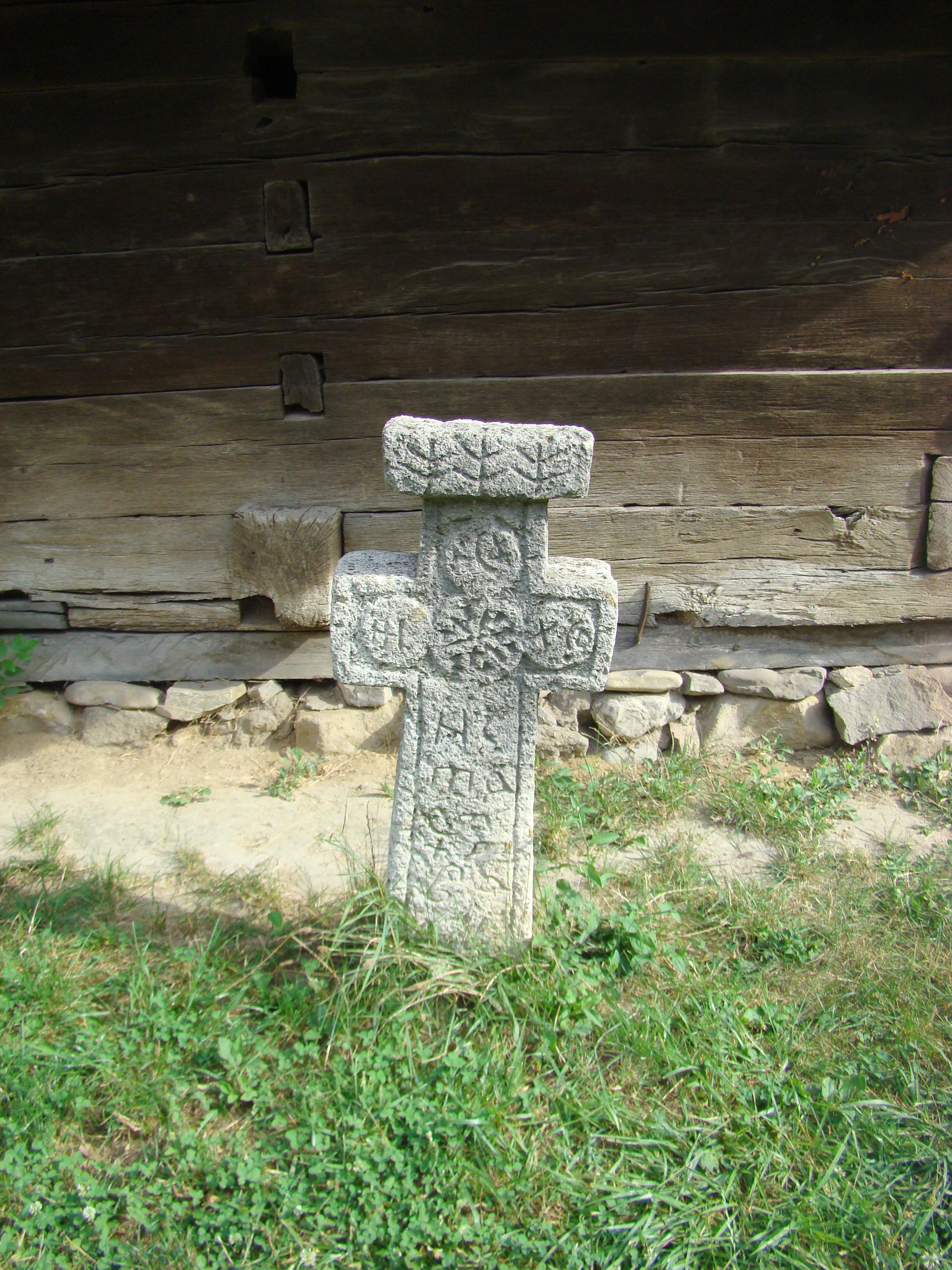